# Mistrovství světa v alpském lyžování 2021 – slalom žen
Slalom žen na Mistrovství světa v alpském lyžování 2021 se konal v sobotu 20. února 2021 jako šestý a poslední ženský závod světového šampionátu v Cortině d'Ampezzo. Kvalifikace plánovaná na 19. února byla zrušena. Úvodní kolo odstartovalo v 10 hodin a druhá část na něj navázala od 13.30 hodin. Do závodu nastoupilo 106 slalomářek ze 44 států.
Největší posun ve druhém kole dosáhla Slovinka Andreja Slokarová, která se druhou nejrychlejší jízdou posunula o patnáct míst výše.

## Medailistky
Mistryní světa se stala 23letá Rakušanka Katharina Liensbergerová, která na probíhajícím šampionátu navázala na vítězství v paralelním závodu a bronz z obřího slalomu. V obou kolech zajela nejrychlejší časy. Zopakovala tak zlato Marlies Schildové, která v Garmischi 2011 vyhrála pro Rakousko poslední slalomovou trofej před érou Shiffrinové. Liensbergerová patřila do okruhu favoritek, když v pěti slalomech probíhající sezóny Světového poháru skončila vždy do třetího místa a v posledních třech dojela druhá. Na mistrovstvích světa vybojovala třetí individuální a celkově čtvrtou medaili.
S výraznou ztrátou jedné sekundy obsadila druhé místo 25letá Slovenka Petra Vlhová, která byla v probíhající sezóně vedoucí závodnicí průběžného hodnocení ve slalomu. V Cortině navázala na stříbrný kov ze superkombinace a na světových šampionátech si připsala šestou medaili.
Na bronzové příčce dojela čtyřnásobná obhájkyně zlata, 25letá Američanka Mikaela Shiffrinová, která až při pátém startu na mistrovství slalom nevyhrála. K zisku medaile jí dopomohl třetí nejrychlejší čas ve druhém kole. Za šampionkou zaostala o sekundu a devadesát osm setin. Z Cortiny si tak odvezla nejvyšší počet medailí ze všech účastníků, když získala čtyři cenné kovy. Stala se tak pátou ženou v historii, jíž se tento výkon podařil na jediném šampionátu. Naposledy před ní získala čtyři kovy Švédka Anja Pärsonová v Åre 2007. Na světových šampionátech se jednalo o její jedenáctou medaili, čímž navýšila rekord mezi americkými lyžaři a v historických tabulkách individuálních závodů sdílela druhou příčku s Anjou Pärsonovou a Francouzkou Marielle Goitschelovou.

## Výsledky
| P                                                                                    | SČ  | lyžařka                         | stát                    | 1. kolo                       | pořadí                        | 2. kolo                       | pořadí                        | celkově                       | ztráta                        |
| ------------------------------------------------------------------------------------ | --- | ------------------------------- | ----------------------- | ----------------------------- | ----------------------------- | ----------------------------- | ----------------------------- | ----------------------------- | ----------------------------- |
| Zlatá medaile                                                                        | 1   | Katharina Liensbergerová        | Rakousko                | 48,48                         | 1.                            | 51,02                         | 1                             | 1:39,50                       | —                             |
| Stříbrná medaile                                                                     | 2   | Petra Vlhová                    | Slovensko               | 48,78                         | 2.                            | 51,72                         | 4.                            | 1:40,50                       | +1,00                         |
| Bronzová medaile                                                                     | 4   | Mikaela Shiffrinová             | USA                     | 49,78                         | 4.                            | 51,70                         | 3.                            | 1:41,48                       | +1,98                         |
| 4.                                                                                   | 7   | Wendy Holdenerová               | Švýcarsko               | 49,72                         | 3.                            | 52,12                         | 8.                            | 1:41,84                       | +2,34                         |
| 5.                                                                                   | 31  | Andreja Slokarová               | Slovinsko               | 50,81                         | 17.                           | 51,36                         | 2.                            | 1:42,17                       | +2,67                         |
| 6.                                                                                   | 5   | Chiara Mairová                  | Rakousko                | 50,51                         | 11.                           | 51,74                         | 5.                            | 1:42,25                       | +2,75                         |
| 7.                                                                                   | 12  | Kristin Lysdahlová              | Norsko                  | 50,53                         | 12.                           | 51,91                         | 6.                            | 1:42,44                       | +2,94                         |
| 8.                                                                                   | 25  | Camille Rastová                 | Švýcarsko               | 50,15                         | 6.                            | 52,44                         | 11.                           | 1:42,59                       | +3,09                         |
| 9.                                                                                   | 20  | Ana Buciková                    | Slovinsko               | 49,87                         | 5.                            | 53,02                         | 22.                           | 1:42,89                       | +3,39                         |
| 10.                                                                                  | 24  | Asa Andová                      | Japonsko                | 50,45                         | 8.                            | 52,47                         | 13.                           | 1:42,92                       | +3,42                         |
| 11.                                                                                  | 21  | Nastasia Noensová               | Francie                 | 50,50                         | 9.                            | 52,55                         | 16.                           | 1:43,05                       | +3,55                         |
| 11.                                                                                  | 17  | Franziska Gritschová            | Rakousko                | 50,60                         | 14.                           | 52,45                         | 12.                           | 1:43,05                       | +3,55                         |
| 13.                                                                                  | 22  | Sara Hectorová                  | Švédsko                 | 50,63                         | 15.                           | 52,47                         | 13.                           | 1:43,10                       | +3,60                         |
| 14.                                                                                  | 10  | Lena Dürrová                    | Německo                 | 50,44                         | 7.                            | 52,81                         | 18.                           | 1:43,25                       | +3,75                         |
| 15.                                                                                  | 15  | Emelie Wikströmová              | Švédsko                 | 50,51                         | 10.                           | 52,81                         | 18.                           | 1:43,32                       | +3,82                         |
| 16.                                                                                  | 41  | Elsa Fermbäcková                | Švédsko                 | 51,32                         | 21.                           | 52,10                         | 7.                            | 1:43,42                       | +3,92                         |
| 17.                                                                                  | 3   | Laurence St. Germainová         | Kanada                  | 50,57                         | 13.                           | 52,93                         | 21.                           | 1:43,50                       | +4,00                         |
| 18.                                                                                  | 14  | Irene Curtoniová                | Itálie                  | 50,96                         | 18.                           | 52,71                         | 17.                           | 1:43,67                       | +4,17                         |
| 19.                                                                                  | 26  | Martina Peterliniová            | Itálie                  | 51,59                         | 25.                           | 52,23                         | 10.                           | 1:43,82                       | +4,32                         |
| 20.                                                                                  | 33  | Andrea Filserová                | Německo                 | 51,72                         | 27.                           | 52,17                         | 9.                            | 1:43,89                       | +4,39                         |
| 21.                                                                                  | 29  | Leona Popovićová                | Chorvatsko              | 51,67                         | 26.                           | 52,49                         | 15.                           | 1:44,16                       | +4,66                         |
| 22.                                                                                  | 8   | Thea Louise Stjernesundová      | Norsko                  | 51,43                         | 23.                           | 52,81                         | 18.                           | 1:44,24                       | +4,74                         |
| 23.                                                                                  | 51  | Jekatěrina Tkačenková           | Ruská lyžařská federace | 51,46                         | 24.                           | 53,35                         | 25.                           | 1:44,81                       | +5,31                         |
| 24.                                                                                  | 47  | Dženifera Ģērmaneová            | Lotyšsko                | 51,98                         | 29.                           | 53,20                         | 23.                           | 1:45,18                       | +5,68                         |
| 24.                                                                                  | 32  | Ali Nullmeyerová                | Kanada                  | 51,90                         | 28.                           | 53,28                         | 24.                           | 1:45,18                       | +5,68                         |
| 26.                                                                                  | 50  | Anita Gulliová                  | Itálie                  | 52,36                         | 31.                           | 54,53                         | 26.                           | 1:46,89                       | +7,39                         |
| 27.                                                                                  | 30  | Amelia Smartová                 | Kanada                  | 52,49                         | 32.                           | 55,48                         | 28.                           | 1:47,97                       | +8,47                         |
| 28.                                                                                  | 46  | Maria Škanovová                 | Bělorusko               | 53,62                         | 38.                           | 55,88                         | 29.                           | 1:49,50                       | +10,00                        |
| 29.                                                                                  | 52  | Kim Vanreuselová                | Belgie                  | 53,25                         | 36.                           | 56,52                         | 30.                           | 1:49,77                       | +10,27                        |
| 30.                                                                                  | 49  | Anastasija Gornostajevová       | Ruská lyžařská federace | 55,12                         | 41.                           | 54,91                         | 27                            | 1:50,03                       | +10,53                        |
| 31.                                                                                  | 56  | Zazie Humlová                   | Česko                   | 54,55                         | 40.                           | 56,75                         | 31.                           | 1:51,30                       | +11,80                        |
| 32.                                                                                  | 60  | Petra Hromcová                  | Slovensko               | 56,14                         | 43.                           | 58,24                         | 32.                           | 1:54,38                       | +14,88                        |
| 33.                                                                                  | 64  | Nino Tsiklauriová               | Gruzie                  | 55,85                         | 42.                           | 59,59                         | 33.                           | 1:55,44                       | +15,94                        |
| 34.                                                                                  | 86  | Maria Constantinová             | Rumunsko                | 59,70                         | 50.                           | 1:02,07                       | 34.                           | 2:01,77                       | +22,27                        |
| 35.                                                                                  | 78  | Anastasija Šepilenková          | Ukrajina                | 59,44                         | 49.                           | 1:02,74                       | 35.                           | 2:02,18                       | +22,68                        |
| 36.                                                                                  | 96  | Ornella Oettl Reyesová          | Peru                    | 1:01,31                       | 53.                           | 1:03,49                       | 37.                           | 2:04,80                       | +25,30                        |
| 36.                                                                                  | 89  | Kateryna Pyrožková              | Ukrajina                | 1:02,06                       | 55.                           | 1:02,74                       | 35.                           | 2:04,80                       | +25,30                        |
| 38.                                                                                  | 83  | Maria Kaltsogianniová           | Řecko                   | 1:00,62                       | 51.                           | 1:06,02                       | 40.                           | 2:06,64                       | +27,14                        |
| 39.                                                                                  | 93  | Teťana Knopovová                | Ukrajina                | 1:01,60                       | 54.                           | 1:05,84                       | 39.                           | 2:07,44                       | +27,94                        |
| 40.                                                                                  | 88  | Fani Marmarelliová              | Řecko                   | 1:03,26                       | 56.                           | 1:05,49                       | 38.                           | 2:08,75                       | +29,25                        |
| 41.                                                                                  | 70  | Katalin Dorultánová             | Maďarsko                | 1:05,42                       | 57.                           | 1:08,63                       | 41.                           | 2:13,92                       | +34,42                        |
| 42.                                                                                  | 91  | Marjan Kalhorová                | Írán                    | 1:08,12                       | 60.                           | 1:12,18                       | 42.                           | 2:20,30                       | +40,80                        |
| 43.                                                                                  | 90  | Forough Abbasiová               | Írán                    | 1:07,26                       | 59.                           | 1:16,15                       | 43.                           | 2:23,41                       | +43,91                        |
| 44.                                                                                  | 99  | Naya Kurdiová                   | Libanon                 | 1:10,66                       | 61                            | nepostoupila do 2. kola       | nepostoupila do 2. kola       | nepostoupila do 2. kola       | nepostoupila do 2. kola       |
| 45.                                                                                  | 101 | Christina Tzimpová              | Řecko                   | 1:11,74                       | 62.                           | nepostoupila do 2. kola       | nepostoupila do 2. kola       | nepostoupila do 2. kola       | nepostoupila do 2. kola       |
| 46.                                                                                  | 103 | Maria Abou Jaoudeová            | Libanon                 | 1:13,77                       | 63.                           | nepostoupila do 2. kola       | nepostoupila do 2. kola       | nepostoupila do 2. kola       | nepostoupila do 2. kola       |
| 47.                                                                                  | 107 | Aančal Thakurová                | Indie                   | 1:23,40                       | 64.                           | nepostoupila do 2. kola       | nepostoupila do 2. kola       | nepostoupila do 2. kola       | nepostoupila do 2. kola       |
| 48.                                                                                  | 105 | Chiara Di Camillová             | Albánie                 | 1:26,13                       | 65.                           | nepostoupila do 2. kola       | nepostoupila do 2. kola       | nepostoupila do 2. kola       | nepostoupila do 2. kola       |
| —                                                                                    | 9   | Mina Fürst Holtmannová          | Norsko                  | 51,07                         | 19                            | nedojela do cíle 2. kola      | nedojela do cíle 2. kola      | nedojela do cíle 2. kola      | nedojela do cíle 2. kola      |
| —                                                                                    | 11  | Erin Mielzynská                 | Kanada                  | 51,17                         | 20.                           | nedojela do cíle 2. kola      | nedojela do cíle 2. kola      | nedojela do cíle 2. kola      | nedojela do cíle 2. kola      |
| —                                                                                    | 19  | Melanie Meillardová             | Švýcarsko               | 50,65                         | 16.                           | nedojela do cíle 2. kola      | nedojela do cíle 2. kola      | nedojela do cíle 2. kola      | nedojela do cíle 2. kola      |
| —                                                                                    | 28  | Nina O'Brienová                 | USA                     | 51,35                         | 22.                           | nedojela do cíle 2. kola      | nedojela do cíle 2. kola      | nedojela do cíle 2. kola      | nedojela do cíle 2. kola      |
| —                                                                                    | 36  | Mireia Gutiérrezová             | Andorra                 | 53,26                         | 37.                           | nedojela do cíle 2. kola      | nedojela do cíle 2. kola      | nedojela do cíle 2. kola      | nedojela do cíle 2. kola      |
| —                                                                                    | 40  | Piera Hudsonová                 | Nový Zéland             | 53,11                         | 34.                           | nedojela do cíle 2. kola      | nedojela do cíle 2. kola      | nedojela do cíle 2. kola      | nedojela do cíle 2. kola      |
| —                                                                                    | 45  | AJ Hurtová                      | USA                     | 52,18                         | 30.                           | nedojela do cíle 2. kola      | nedojela do cíle 2. kola      | nedojela do cíle 2. kola      | nedojela do cíle 2. kola      |
| —                                                                                    | 48  | Emma Aicherová                  | Německo                 | 52,68                         | 33.                           | nedojela do cíle 2. kola      | nedojela do cíle 2. kola      | nedojela do cíle 2. kola      | nedojela do cíle 2. kola      |
| —                                                                                    | 57  | Francesca Baruzziová            | Argentina               | 53,82                         | 39.                           | nedojela do cíle 2. kola      | nedojela do cíle 2. kola      | nedojela do cíle 2. kola      | nedojela do cíle 2. kola      |
| —                                                                                    | 65  | Vanina Guerillotová             | Portugalsko             | 57,63                         | 45.                           | nedojela do cíle 2. kola      | nedojela do cíle 2. kola      | nedojela do cíle 2. kola      | nedojela do cíle 2. kola      |
| —                                                                                    | 66  | Nuunu Chemnitz Berthelsenová    | Dánsko                  | 58,89                         | 48.                           | nedojela do cíle 2. kola      | nedojela do cíle 2. kola      | nedojela do cíle 2. kola      | nedojela do cíle 2. kola      |
| —                                                                                    | 67  | Eva Vukadinovová                | Bulharsko               | 57,35                         | 44.                           | nedojela do cíle 2. kola      | nedojela do cíle 2. kola      | nedojela do cíle 2. kola      | nedojela do cíle 2. kola      |
| —                                                                                    | 76  | Tess Arbezová                   | Irsko                   | 58,41                         | 47.                           | nedojela do cíle 2. kola      | nedojela do cíle 2. kola      | nedojela do cíle 2. kola      | nedojela do cíle 2. kola      |
| —                                                                                    | 79  | Liene Bondareová                | Lotyšsko                | 58,21                         | 46.                           | nedojela do cíle 2. kola      | nedojela do cíle 2. kola      | nedojela do cíle 2. kola      | nedojela do cíle 2. kola      |
| —                                                                                    | 85  | Nikolina Dragoljevićová         | Bosna a Hercegovina     | 1:00,90                       | 52.                           | nedojela do cíle 2. kola      | nedojela do cíle 2. kola      | nedojela do cíle 2. kola      | nedojela do cíle 2. kola      |
| —                                                                                    | 97  | Carlie Iskandarová              | Libanon                 | 1:06,56                       | 58.                           | nedojela do cíle 2. kola      | nedojela do cíle 2. kola      | nedojela do cíle 2. kola      | nedojela do cíle 2. kola      |
| —                                                                                    | 44  | Neja Dvorniková                 | Slovinsko               | 53,11                         | 34.                           | nenastoupila na start 2. kola | nenastoupila na start 2. kola | nenastoupila na start 2. kola | nenastoupila na start 2. kola |
| —                                                                                    | 6   | Michelle Gisinová               | Švýcarsko               | nedojela do cíle 1. kola      | nedojela do cíle 1. kola      | nedojela do cíle 1. kola      | nedojela do cíle 1. kola      | nedojela do cíle 1. kola      | nedojela do cíle 1. kola      |
| —                                                                                    | 13  | Katharina Huberová              | Rakousko                | nedojela do cíle 1. kola      | nedojela do cíle 1. kola      | nedojela do cíle 1. kola      | nedojela do cíle 1. kola      | nedojela do cíle 1. kola      | nedojela do cíle 1. kola      |
| —                                                                                    | 16  | Federica Brignoneová            | Itálie                  | nedojela do cíle 1. kola      | nedojela do cíle 1. kola      | nedojela do cíle 1. kola      | nedojela do cíle 1. kola      | nedojela do cíle 1. kola      | nedojela do cíle 1. kola      |
| —                                                                                    | 18  | Paula Moltzanová                | USA                     | nedojela do cíle 1. kola      | nedojela do cíle 1. kola      | nedojela do cíle 1. kola      | nedojela do cíle 1. kola      | nedojela do cíle 1. kola      | nedojela do cíle 1. kola      |
| —                                                                                    | 23  | Kristina Riis-Johannessenová    | Norsko                  | nedojela do cíle 1. kola      | nedojela do cíle 1. kola      | nedojela do cíle 1. kola      | nedojela do cíle 1. kola      | nedojela do cíle 1. kola      | nedojela do cíle 1. kola      |
| —                                                                                    | 27  | Meta Hrovatová                  | Slovinsko               | nedojela do cíle 1. kola      | nedojela do cíle 1. kola      | nedojela do cíle 1. kola      | nedojela do cíle 1. kola      | nedojela do cíle 1. kola      | nedojela do cíle 1. kola      |
| —                                                                                    | 34  | Charlie Guestová                | Spojené království      | nedojela do cíle 1. kola      | nedojela do cíle 1. kola      | nedojela do cíle 1. kola      | nedojela do cíle 1. kola      | nedojela do cíle 1. kola      | nedojela do cíle 1. kola      |
| —                                                                                    | 35  | Gabriela Capová                 | Česko                   | nedojela do cíle 1. kola      | nedojela do cíle 1. kola      | nedojela do cíle 1. kola      | nedojela do cíle 1. kola      | nedojela do cíle 1. kola      | nedojela do cíle 1. kola      |
| —                                                                                    | 37  | Alex Tilleyová                  | Spojené království      | nedojela do cíle 1. kola      | nedojela do cíle 1. kola      | nedojela do cíle 1. kola      | nedojela do cíle 1. kola      | nedojela do cíle 1. kola      | nedojela do cíle 1. kola      |
| —                                                                                    | 38  | Riikka Honkanenová              | Finsko                  | nedojela do cíle 1. kola      | nedojela do cíle 1. kola      | nedojela do cíle 1. kola      | nedojela do cíle 1. kola      | nedojela do cíle 1. kola      | nedojela do cíle 1. kola      |
| —                                                                                    | 39  | Andrea Komšićová                | Chorvatsko              | nedojela do cíle 1. kola      | nedojela do cíle 1. kola      | nedojela do cíle 1. kola      | nedojela do cíle 1. kola      | nedojela do cíle 1. kola      | nedojela do cíle 1. kola      |
| —                                                                                    | 42  | Katie Hensienová                | USA                     | nedojela do cíle 1. kola      | nedojela do cíle 1. kola      | nedojela do cíle 1. kola      | nedojela do cíle 1. kola      | nedojela do cíle 1. kola      | nedojela do cíle 1. kola      |
| —                                                                                    | 43  | Doriane Escanéová               | Francie                 | nedojela do cíle 1. kola      | nedojela do cíle 1. kola      | nedojela do cíle 1. kola      | nedojela do cíle 1. kola      | nedojela do cíle 1. kola      | nedojela do cíle 1. kola      |
| —                                                                                    | 53  | Charlotte Linggová              | Lichtenštejnsko         | nedojela do cíle 1. kola      | nedojela do cíle 1. kola      | nedojela do cíle 1. kola      | nedojela do cíle 1. kola      | nedojela do cíle 1. kola      | nedojela do cíle 1. kola      |
| —                                                                                    | 54  | Elese Sommerová                 | Česko                   | nedojela do cíle 1. kola      | nedojela do cíle 1. kola      | nedojela do cíle 1. kola      | nedojela do cíle 1. kola      | nedojela do cíle 1. kola      | nedojela do cíle 1. kola      |
| —                                                                                    | 55  | Carla Mijaresová                | Andorra                 | nedojela do cíle 1. kola      | nedojela do cíle 1. kola      | nedojela do cíle 1. kola      | nedojela do cíle 1. kola      | nedojela do cíle 1. kola      | nedojela do cíle 1. kola      |
| —                                                                                    | 58  | Zita Tóthová                    | Maďarsko                | nedojela do cíle 1. kola      | nedojela do cíle 1. kola      | nedojela do cíle 1. kola      | nedojela do cíle 1. kola      | nedojela do cíle 1. kola      | nedojela do cíle 1. kola      |
| —                                                                                    | 59  | Axelle Mollinová                | Belgie                  | nedojela do cíle 1. kola      | nedojela do cíle 1. kola      | nedojela do cíle 1. kola      | nedojela do cíle 1. kola      | nedojela do cíle 1. kola      | nedojela do cíle 1. kola      |
| —                                                                                    | 61  | Erika Pykäläinenová             | Finsko                  | nedojela do cíle 1. kola      | nedojela do cíle 1. kola      | nedojela do cíle 1. kola      | nedojela do cíle 1. kola      | nedojela do cíle 1. kola      | nedojela do cíle 1. kola      |
| —                                                                                    | 62  | Noa Szőllősová                  | Izrael                  | nedojela do cíle 1. kola      | nedojela do cíle 1. kola      | nedojela do cíle 1. kola      | nedojela do cíle 1. kola      | nedojela do cíle 1. kola      | nedojela do cíle 1. kola      |
| —                                                                                    | 63  | Sara Roggemanová                | Belgie                  | nedojela do cíle 1. kola      | nedojela do cíle 1. kola      | nedojela do cíle 1. kola      | nedojela do cíle 1. kola      | nedojela do cíle 1. kola      | nedojela do cíle 1. kola      |
| —                                                                                    | 68  | Katla Björg Dagbjartsdóttir     | Island                  | nedojela do cíle 1. kola      | nedojela do cíle 1. kola      | nedojela do cíle 1. kola      | nedojela do cíle 1. kola      | nedojela do cíle 1. kola      | nedojela do cíle 1. kola      |
| —                                                                                    | 69  | Szonja Hozmannová               | Maďarsko                | nedojela do cíle 1. kola      | nedojela do cíle 1. kola      | nedojela do cíle 1. kola      | nedojela do cíle 1. kola      | nedojela do cíle 1. kola      | nedojela do cíle 1. kola      |
| —                                                                                    | 71  | Hólmfríður Dóra Friðgeirsdóttir | Island                  | nedojela do cíle 1. kola      | nedojela do cíle 1. kola      | nedojela do cíle 1. kola      | nedojela do cíle 1. kola      | nedojela do cíle 1. kola      | nedojela do cíle 1. kola      |
| —                                                                                    | 72  | Esma Alićová                    | Bosna a Hercegovina     | nedojela do cíle 1. kola      | nedojela do cíle 1. kola      | nedojela do cíle 1. kola      | nedojela do cíle 1. kola      | nedojela do cíle 1. kola      | nedojela do cíle 1. kola      |
| —                                                                                    | 73  | Maria Tsiovolouová              | Řecko                   | nedojela do cíle 1. kola      | nedojela do cíle 1. kola      | nedojela do cíle 1. kola      | nedojela do cíle 1. kola      | nedojela do cíle 1. kola      | nedojela do cíle 1. kola      |
| —                                                                                    | 74  | Sigríður Dröfn Auðunsdóttir     | Island                  | nedojela do cíle 1. kola      | nedojela do cíle 1. kola      | nedojela do cíle 1. kola      | nedojela do cíle 1. kola      | nedojela do cíle 1. kola      | nedojela do cíle 1. kola      |
| —                                                                                    | 75  | Hanna Majtényiová               | Maďarsko                | nedojela do cíle 1. kola      | nedojela do cíle 1. kola      | nedojela do cíle 1. kola      | nedojela do cíle 1. kola      | nedojela do cíle 1. kola      | nedojela do cíle 1. kola      |
| —                                                                                    | 77  | Hjördís Birna Ingvadóttir       | Island                  | nedojela do cíle 1. kola      | nedojela do cíle 1. kola      | nedojela do cíle 1. kola      | nedojela do cíle 1. kola      | nedojela do cíle 1. kola      | nedojela do cíle 1. kola      |
| —                                                                                    | 80  | Maja Tadićová                   | Bosna a Hercegovina     | nedojela do cíle 1. kola      | nedojela do cíle 1. kola      | nedojela do cíle 1. kola      | nedojela do cíle 1. kola      | nedojela do cíle 1. kola      | nedojela do cíle 1. kola      |
| —                                                                                    | 81  | Atefeh Ahmadiová                | Írán                    | nedojela do cíle 1. kola      | nedojela do cíle 1. kola      | nedojela do cíle 1. kola      | nedojela do cíle 1. kola      | nedojela do cíle 1. kola      | nedojela do cíle 1. kola      |
| —                                                                                    | 82  | Laura Bišereová                 | Lotyšsko                | nedojela do cíle 1. kola      | nedojela do cíle 1. kola      | nedojela do cíle 1. kola      | nedojela do cíle 1. kola      | nedojela do cíle 1. kola      | nedojela do cíle 1. kola      |
| —                                                                                    | 84  | Jelena Vujičićová               | Černá Hora              | nedojela do cíle 1. kola      | nedojela do cíle 1. kola      | nedojela do cíle 1. kola      | nedojela do cíle 1. kola      | nedojela do cíle 1. kola      | nedojela do cíle 1. kola      |
| —                                                                                    | 94  | Kateryna Šepilenková            | Ukrajina                | nedojela do cíle 1. kola      | nedojela do cíle 1. kola      | nedojela do cíle 1. kola      | nedojela do cíle 1. kola      | nedojela do cíle 1. kola      | nedojela do cíle 1. kola      |
| —                                                                                    | 95  | Ieva Januškevičiūtė             | Litva                   | nedojela do cíle 1. kola      | nedojela do cíle 1. kola      | nedojela do cíle 1. kola      | nedojela do cíle 1. kola      | nedojela do cíle 1. kola      | nedojela do cíle 1. kola      |
| —                                                                                    | 98  | Gabija Šinkūnaitė               | Litva                   | nedojela do cíle 1. kola      | nedojela do cíle 1. kola      | nedojela do cíle 1. kola      | nedojela do cíle 1. kola      | nedojela do cíle 1. kola      | nedojela do cíle 1. kola      |
| —                                                                                    | 100 | Georgia Epiphaniou              | Kypr                    | nedojela do cíle 1. kola      | nedojela do cíle 1. kola      | nedojela do cíle 1. kola      | nedojela do cíle 1. kola      | nedojela do cíle 1. kola      | nedojela do cíle 1. kola      |
| —                                                                                    | 102 | Thaleia Armeniová               | Kypr                    | nedojela do cíle 1. kola      | nedojela do cíle 1. kola      | nedojela do cíle 1. kola      | nedojela do cíle 1. kola      | nedojela do cíle 1. kola      | nedojela do cíle 1. kola      |
| —                                                                                    | 104 | Tamara Popovićová               | Černá Hora              | nedojela do cíle 1. kola      | nedojela do cíle 1. kola      | nedojela do cíle 1. kola      | nedojela do cíle 1. kola      | nedojela do cíle 1. kola      | nedojela do cíle 1. kola      |
| —                                                                                    | 106 | Karolina Photiadesová           | Kypr                    | nedojela do cíle 1. kola      | nedojela do cíle 1. kola      | nedojela do cíle 1. kola      | nedojela do cíle 1. kola      | nedojela do cíle 1. kola      | nedojela do cíle 1. kola      |
| —                                                                                    | 87  | Manon Ouaissová                 | Libanon                 | diskvalifikována v 1. kole    | diskvalifikována v 1. kole    | diskvalifikována v 1. kole    | diskvalifikována v 1. kole    | diskvalifikována v 1. kole    | diskvalifikována v 1. kole    |
| —                                                                                    | 92  | Sadaf Saveh Šemšakiová          | Írán                    | nenastoupila na start 1. kola | nenastoupila na start 1. kola | nenastoupila na start 1. kola | nenastoupila na start 1. kola | nenastoupila na start 1. kola | nenastoupila na start 1. kola |
| První kolo odstartovalo ve 10.00 hodin a druhé kolo navázalo od 13.30 hodin (UTC+1). |     |                                 |                         |                               |                               |                               |                               |                               |                               |